# Долістово-Нове
Долістово-Нове (пол. Dolistowo Nowe) — село в Польщі, у гміні Ясвіли Монецького повіту Підляського воєводства.
Населення — 287 осіб (2011).
У 1975-1998 роках село належало до Білостоцького воєводства.

## Демографія
Демографічна структура станом на 31 березня 2011 року:
|          | Загалом | Допрацездатний вік | Працездатний вік | Постпрацездатний вік |
| -------- | ------- | ------------------ | ---------------- | -------------------- |
| Чоловіки | 147     | 33                 | 97               | 17                   |
| Жінки    | 140     | 26                 | 79               | 35                   |
| Разом    | 287     | 59                 | 176              | 52                   |